# Lega Nazionale A 1946-1947 (hockey su ghiaccio)
La stagione 1946-1947 è stata la nona del campionato svizzero di hockey su ghiaccio di LNA, e ha visto campione l'HC Davos. Il campionato è stato allargato ad otto squadre, con il ripescaggio del Grasshopper Club und Küsnacht Lions.

## Girone 1

### Classifica finale
| Posizione | Squadra             | G | V | N | P | GF | GF | DR  | Punti | Osservazioni |
| --------- | ------------------- | - | - | - | - | -- | -- | --- | ----- | ------------ |
| 1         | Zürcher SC          | 6 | 5 | 1 | 0 | 57 | 26 | +31 | 11    | Titolo       |
| 2         | Basilea Rotweiss    | 6 | 2 | 2 | 2 | 33 | 28 | +5  | 6     |              |
| 3         | Montchoisi Lausanne | 6 | 2 | 1 | 3 | 25 | 28 | -3  | 5     |              |
| 4         | Grasshopper Zürich  | 6 | 0 | 2 | 4 | 28 | 61 | -33 | 2     | Spareggio    |

## Girone 2

### Classifica finale
| Posizione | Squadra                   | G | V | N | P | GF | GF | DR  | Punti | Osservazioni |
| --------- | ------------------------- | - | - | - | - | -- | -- | --- | ----- | ------------ |
| 1         | Davos                     | 6 | 6 | 0 | 0 | 46 | 8  | +38 | 12    | Titolo       |
| 2         | Arosa                     | 6 | 3 | 0 | 3 | 56 | 43 | +10 | 6     |              |
| 3         | Young Sprinters Neuchâtel | 6 | 3 | 0 | 3 | 48 | 62 | -14 | 6     |              |
| 4         | Berna                     | 6 | 0 | 0 | 6 | 18 | 55 | -37 | 0     | Spareggio    |

## Finale
L'HC Davos sconfigge gli Zürcher SC 8-1 e 4-2 e diventa campione nazionale.

## Spareggio
Il SC Bern sconfigge 11-6, 8-9 e 5-0 i Grasshopper Club und Küsnacht Lions e mantiene il posto in LNA.

## Spareggio promozione/relegazione
I Grasshopper Zürich sconfiggono l'HC Coira 5-3 e restano in prima divisione.

## Verdetti
| Lega Nazionale A 1946-1947 | Lega Nazionale A 1946-1947  |
| -------------------------- | --------------------------- |
| Lega Nazionale A           | Davos Nessuna retrocessione |
| Serie A                    | Nessuna promozione          |